# Anjalankoski
Anjalankoski fue un municipio de la región de Kymenlaakso en la provincia de Finlandia Meridional. 

## Geografía
Se trata de un municipio atravesado por el río Kymi que pertenece a la región de Kymenlaakso o valle del Kymi, se extiende desde el estuario del río, a unos diez kilómetros del golfo de Finlandia, hasta el conjunto de morrenas de esta región finlandesa.
La mayoría de la población vive en la ribera del río Kymi y en los diversos centros industriales dedicados a derivados forestales y papeleras. Los núcleos de población más habitados son Myllykoski e Inkeroinen. Las comunicaciones por carretera se realizan principalmente por la nacional 15 que enlaza Kotka (a 38 km de Myllykoski) y Kouvola (a 17 km), estando situada a 142 km de Helsinki, a 98 km de Lappeenranta y a 80 km de Lahti.
Desde 2009 los  municipios de Kouvola, Kuusankoski, Elimäki, Anjalankoski, Valkeala y Jaala se han agrupado en el nuevo municipio de Kouvola, que tiene una población de más de 80.000 habitantes y se ha convertido en la décima ciudad más poblada de Finlandia.
Los municipios vecinos son Hamina al sureste, Kotka al sur, Elimäki al oeste y Valkeala al norte, además de Ruotsinpyhtää al suroeste en la región de Uusimaa oriental y Luumäki al nordeste en Karelia del Sur.
Las principales industrias de la ciudad son Stora Enso, Myllykoski Paper y Metso.

## Historia
Tras la muerte del caballero Henrik Wrede en 1605, el rey Carlos IX de Suecia le dio 40.000 hectáreas de tierra a su viuda Gertrud von Ungern. esta superficie es la que constituye la mayor parte del municipio de Elimäki, pero tenían su mansión de Anjala en la franja entre el río Kymi y Elimäki.
Esta región estuvo muy poblada y el río fue la frontera entre Rusia y Suecia entre 1743 y 1809  cuando toda Finlandia pasó a depender de Rusia tras el tratado de Fredrikshamn.
A finales del siglo XIX se produce un desarrollo industrial en la zona, especialmente de la industria papelera, lo que hace que aumente la población en los núcleos de Myllykoski e Inkerioinen. De este modo los municipios de Anjala y Sippola se convierten en ricos y Alvar Aalto construyó poco antes de la Guerra de Invierno una nueva zona residencial en Inkerioinen.
Fue fundada en 1975 al decidir unirse las poblaciones de Anjala y Sippola.

## Deportes
En ella se encuentra el club de fútbol MyPa, que fue campeón de liga en 2005 y ha ganado tres copas de Finlandia.

## Lugares de interés

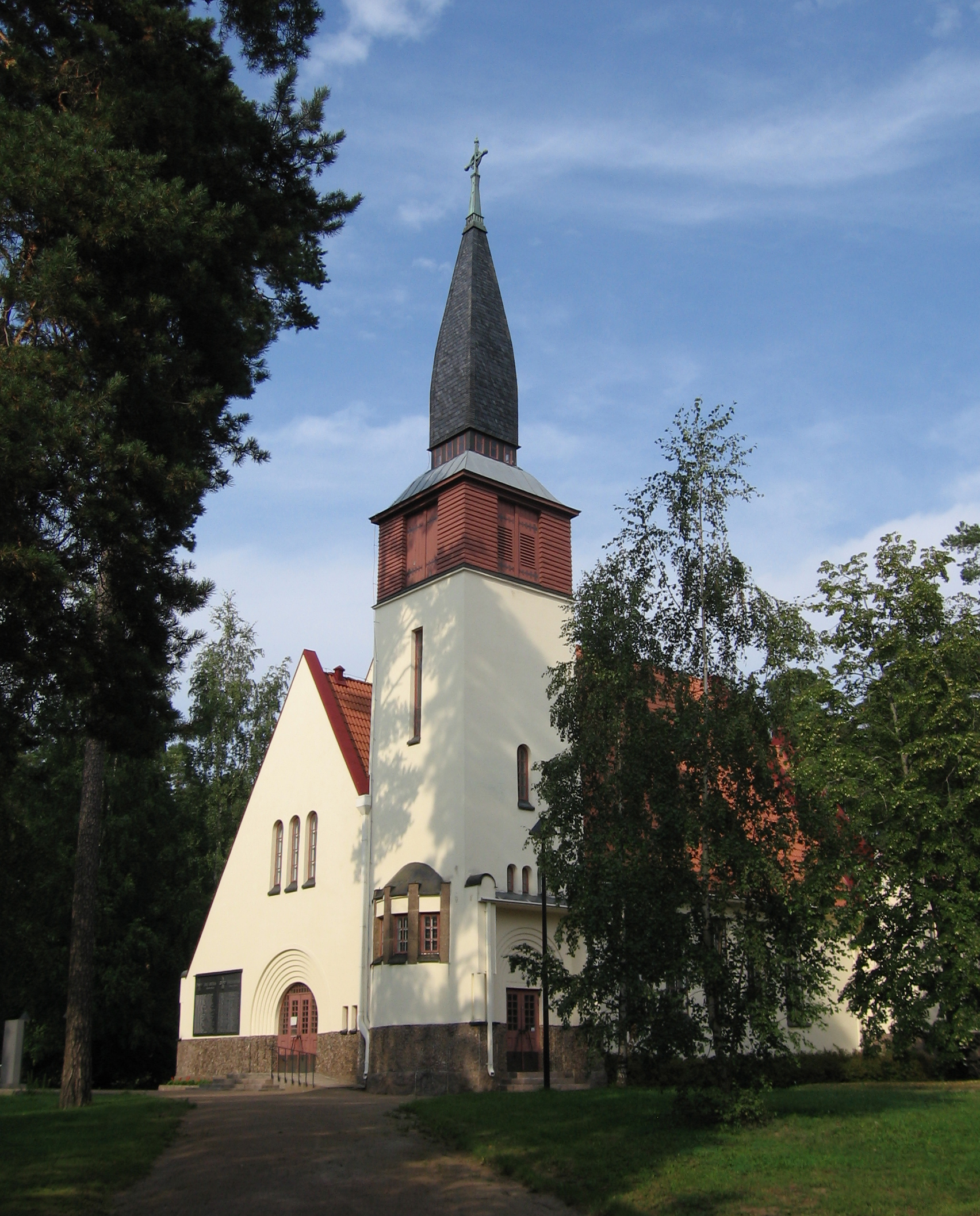
Iglesia de Inkeroisten.
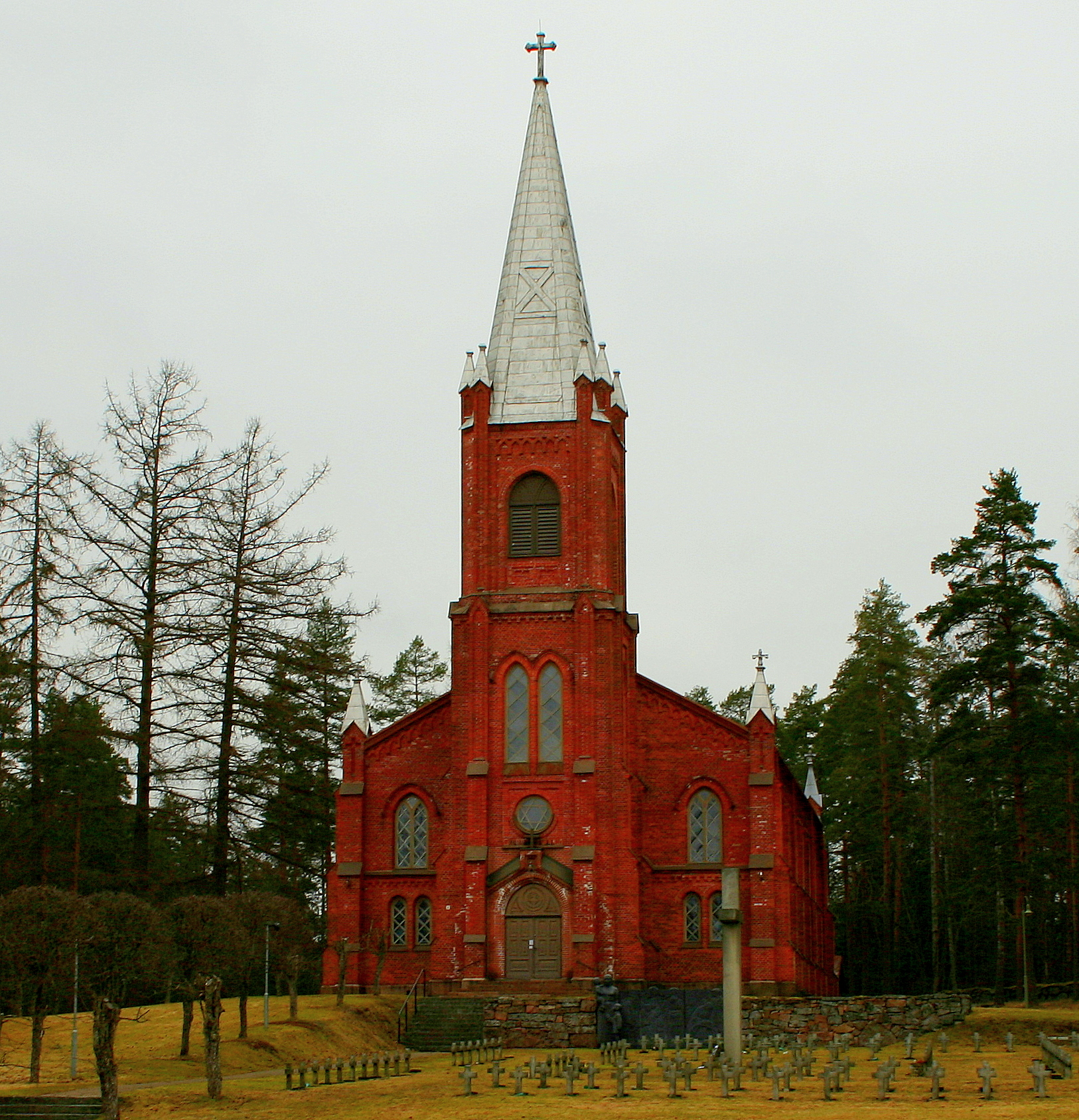
Iglesia de Sippolan.
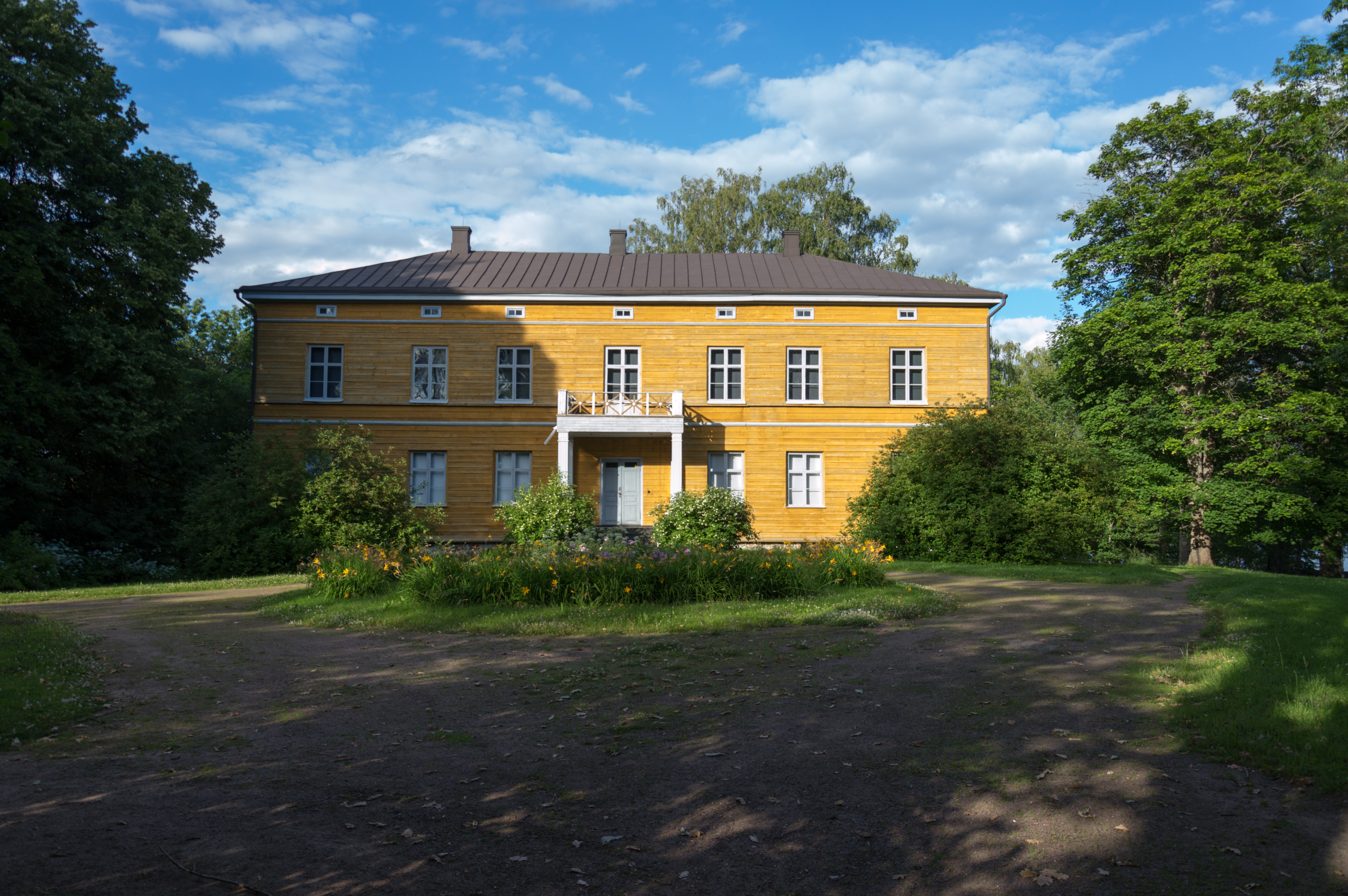
Mansión de Anjalan.

## Ciudades hermanadas
- Grums (Suecia)
- Vólogda (Rusia)
- Sindi (Estonia)
- Eilenburg (Alemania)